# エフエムムーヴ
株式会社エフエムムーヴ（英称：FM MOOV Inc.）は兵庫県神戸市中央区の一部地域を放送区域として超短波放送（FM放送）をする特定地上基幹放送事業者である。
FM MOOV KOBEの愛称でコミュニティ放送をしている。

## 概要
1997年（平成9年）開局。
可聴エリアは、神戸市中央区・東灘区・灘区・兵庫区・長田区・須磨区の約76万人。
USEN440 I-3chによる再送信エリアは、神戸市北区・西区・垂水区・芦屋市・西宮市・明石市の約2万世帯としている
。
番組は基本的に自社制作番組と外部製作番組で編成。衛星ラジオからの配信は行われていない。24時間放送である。レストーク・モアミュージックをコンセプトとし、多くの時間が音楽放送となっている。
自社制作の一部番組のみオンデマンド配信を実施。
兵庫地域ラジオネットワーク連絡会（ラジネットひょうご）に加盟している。
「Simple Radio」や「FM聴」で、視聴できる。

## 主な番組
- 丘から[注釈 1]（月 - 日 6:00 - 9:00）
- 神戸ハーティラジオ（月 - 木 11:00 - 12:55）
- 伊豆田洋之[3] 35th Street（月 18:00 - 18:30）
- 菊池和夫の学んでシネマ（月 18:30 - 18:45）
- 絶対安全日[4]（月 19:00 - 20:00）
- メロウな夜（月 20:00 - 20:15）
- ビバ☆ラグビー!（月 20:30 - 21:00）
- バラカ レスト＆リラクゼーション[5]（火 9:00 - 9:30）
- KOBEからパッと！（火 19:00 - 19:30）
- 明日はきっと（火 19:30 - 19:40）
- ワンハートタイム（火 19:40 - 19:45）
- ふむふむことりちゃん（火 20:30 - 20:55）
- シェリーの講演（水 18:00 - 18:15）
- 駒沢六弦楽部（水 18:15 - 18:30）
- 世界の音楽（水 18:35 - 18:45）
- カンコチャンのシネマサロン（水 18:45 - 19:00）
- 人生限りある楽耳音（らじお）（水 19:15 - 19:30）
- ディスクバリーPM8（水 20:00 - 20:30）
- 江藤潤の白秋の門（木 18:00 - 18:15）
- 山本直樹と飯田香の音楽夜話（木 18:15 - 18:30）
- 上原よう子のやさしさラジオ（木 18:30 - 18:45）
- 聞いて!知っとぉ!?ブルーアースプロジェクト（木 18:45 - 19:00）
- イビサカフェ（木 19:00 - 19:15）
- 4人の聴き語り KOBEより[6]（金 16:00 - 18:00）
- 渡部直高のシェアリングラジオ（金 18:00 - 18:15）
- 商店街音楽堂（金 18:30 - 19:00）
- 鼓動は三拍子（金 20:00 - 20:30）
- 舞ちゃん龍ちゃんのしゃべる門には福来る（金 20:30 - 21:00）
- みなと元町 みなと亭（金 21:00 - 21:30）
- ダラ モッズ（金 21:30 - 22:00）
- ダラ・トゥーヴ[注釈 2]（金 22:00 - 翌日2:00）